# Accidente ferroviario de Yilan de 2018
El 21 de octubre de 2018, un tren de pasajeros descarriló y se estrelló en el condado de Yilan, Taiwán, matando al menos a 18 personas e hiriendo a 187. Fue el peor accidente ferroviario de Taiwán desde la colisión de Miaoli en 1991 (zh: 1991, en el que murieron 30 personas).

## Accidente

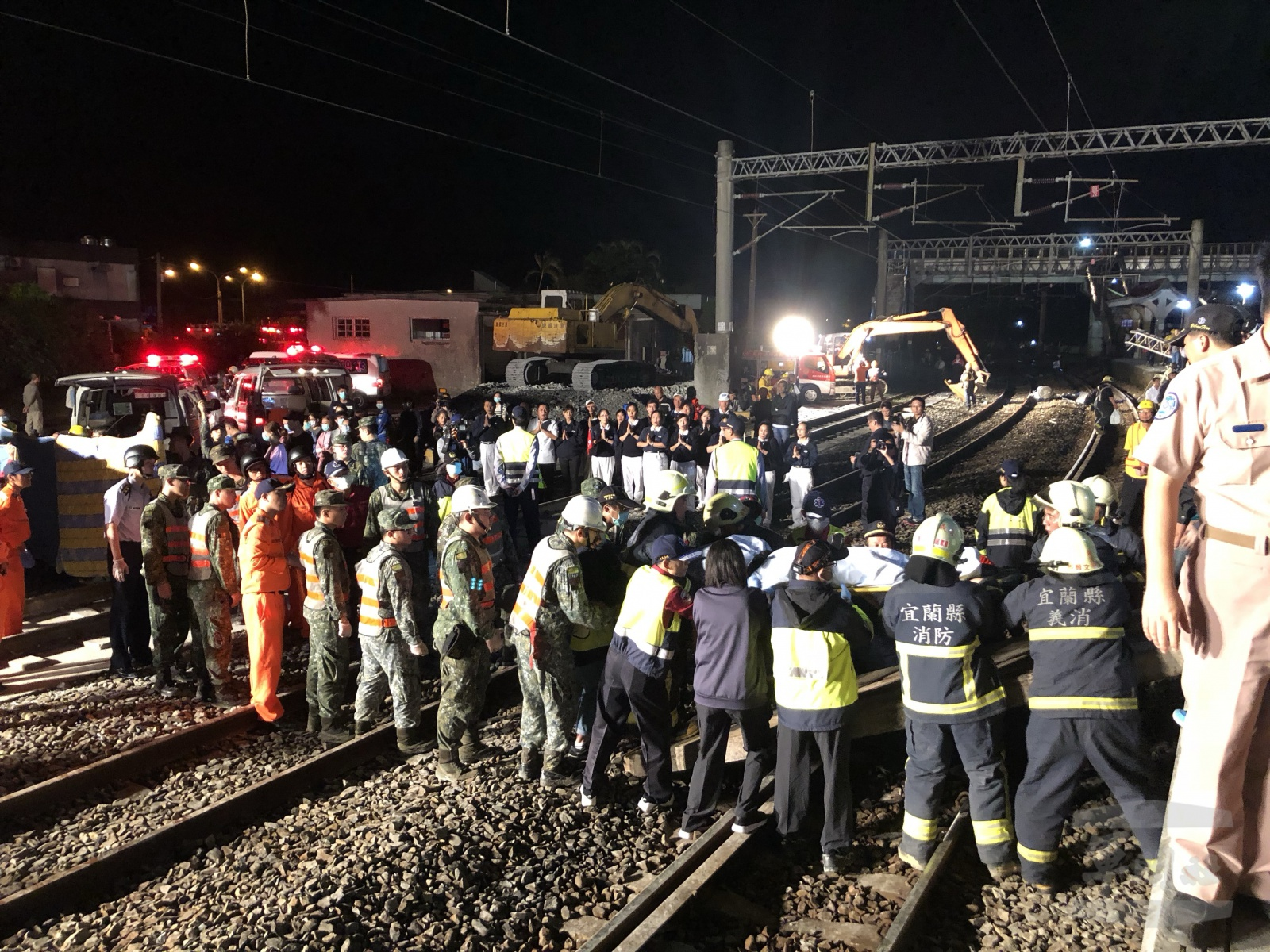
Servicios militares y de emergencia que intervienen en la operación de rescate.

A las 16:50 hora local (UTC + 8), un tren expreso Puyuma, con servicio 6432 desde Shulin con destino a Taitung, descarriló en una curva con un radio de 300 metros (980 pies) al pasar por la estación Xinma en el condado de Yilan, aproximadamente A 70 kilómetros de Taipéi. Había 366 pasajeros viajando en el tren.
De los ocho vagones, de 3 a 8 se cayeron y chocaron entre sí en forma de "W", mientras que el resto se salió de la pista con menos daño. El vagón delantero se vio inclinado en un ángulo de 75 grados, y se cree que la mayoría de los accidentes mortales se produjeron en este vagón. Las cuentas de los sobrevivientes afirmaron que el conductor aplicó el freno de emergencia varias veces antes del incidente, y otro afirmó que el tren aceleró después de la curva.
Todos los trenes en la línea troncal oriental se detuvieron en ambas direcciones, y en su lugar se utilizaron servicios de autobuses de reemplazo. Cientos de médicos y bomberos, y 100 tropas del ejército respondieron a la escena. A las 21:35 hora local, todos los pasajeros, incluidos los fallecidos, habían sido retirados / evacuados de los restos. El descarrilamiento es el peor accidente de tren en Taiwán desde 1991, cuando 30 personas murieron en una colisión cerca de Miaoli.
Según un comunicado de prensa de la Administración de Ferrocarriles de Taiwán el 21 de octubre, la causa del accidente es aún desconocida. El tren involucrado en el accidente fue construido por la compañía japonesa Nippon Sharyo en 2011, y se sometió a importantes trabajos de mantenimiento en 2017.

## Víctimas
Al menos 18 personas murieron en el accidente, y otras 187 resultaron heridas, todas a bordo.
Al parecer, seis de las víctimas fallecidas eran menores de 18 años.

## Investigación
El 22 de octubre de 2018, se informó que el conductor del tren informó un problema con el compresor de aire principal justo antes del descarrilamiento. Sin embargo, el secretario en jefe de la Administración de Ferrocarriles de Taiwán, Chu Lai-shun (朱 來 順), dijo que una falla total del compresor de aire principal causaría energía insuficiente y problemas de desaceleración, y no debería causar un descarrilamiento. Además, la protección automática del tren (ATP) se desactivó poco antes del descarrilamiento por razones desconocidas. Según taiwannews.com.tw, "los investigadores creen que sin ATPS para mantener el tren bajo control, [el tren] alcanzó una velocidad altamente peligrosa para la sección curva de la vía, lo que finalmente llevó al tren a saltar de los rieles.

## Respuesta
El presidente Tsai Ing-wen dijo que el accidente fue una "gran tragedia" y ordenó al gobierno y al ejército "intensificar" los esfuerzos de rescate. El presidente también pidió una investigación sobre el accidente, que "dejaría en claro el momento y la situación de todo el accidente".
Como resultado del incidente, el Partido Demócrata Progresista y el Kuomintang detuvieron la campaña para las elecciones locales de noviembre.
El Centro de Donación de Sangre de Taipéi emitió un comunicado de prensa que destacó los centros locales de donación de sangre e instó a los donantes de sangre a donar.
- Datos: Q57580401
- Multimedia: 2018 Yilan train derailment / Q57580401